# Clearly Love
Clearly Love — шестой студийный альбом австралийской певицы Оливии Ньютон-Джон, выпущенный 30 сентября 1975 года на лейбле EMI. Альбом был сертифицирован золотым в США. И оба сингла с альбома стали хитами кантри-чарта: «Something Better to Do» достиг 19-го места, а «Let It Shine» — 5-го. В Соединенном Королевстве же ситуация была совсем иной, так как ни альбом, ни его синглы там вообще не попали в чарты. Альбом также имел успех в Японии, где достиг 3-го места в чарте альбомов Oricon, а продажи превысили 110 450 экземпляров.

## Список композиций
| №  | Название                 | Автор(ы)                      | Длительность |
| -- | ------------------------ | ----------------------------- | ------------ |
| 1. | «Something Better to Do» | Джон Фаррар                   | 3:16         |
| 2. | «Lovers»                 | Мики Ньюьбери                 | 2:40         |
| 3. | «Slow Down Jackson»      | Майкл Броурман, Гарен Готтлиб | 3:05         |
| 4. | «He’s My Rock»           | С.К. Доббинс                  | 2:17         |
| 5. | «Sail into Tomorrow»     | Джон Фаррар                   | 3:40         |

| №  | Название                                    | Автор(ы)                     | Длительность |
| -- | ------------------------------------------- | ---------------------------- | ------------ |
| 1. | «Crying, Laughing, Loving, Lying»           | Лаби Сиффре                  | 3:00         |
| 2. | «Clearly Love»                              | Дайэн Берглунд, Джим Филлипс | 2:19         |
| 3. | «Let It Shine»                              | Линда Харгроув               | 2:26         |
| 4. | «Summertime Blues»                          | Эдди Кокран, Джерри Кейпхарт | 2:11         |
| 5. | «Just a Lot of Folk (The Marshmallow Song)» | Дайэн Берглунд, Джим Филлипс | 2:47         |
| 6. | «He Ain’t Heavy… He’s My Brother»           | Бобби Скотт, Боб Расселл     | 3:54         |

## Чарты
| Чарты (1975)                       | Высшая позиция |
| ---------------------------------- | -------------- |
| Австралия (Kent Music Report)      | 50             |
| Канада (RPM Top Albums/CDs)        | 39             |
| Новая Зеландия (RMNZ)              | 34             |
| США (Billboard 200)                | 12             |
| США (Billboard Top Country Albums) | 6              |
| Япония (Oricon)                    | 3              |

## Сертификации и продажи
| Регион                                                      | Сертификация | Продажи  |
| ----------------------------------------------------------- | ------------ | -------- |
| Канада (Music Canada)                                       | Платиновый   | 100 000^ |
| США (RIAA)                                                  | Золотой      | 500 000^ |
| Япония                                                      | —            | 110 450  |
| ^ Данные о тиражах приведены только на основе сертификации. |              |          |